# Kostel svatého Jana Nepomuckého (Dejvice)
Kostel sv. Jana Nepomuckého, zvaný V trníčku na Jenerálce v Praze-Dejvicích byl postaven v barokním slohu v roce 1713 a dnes slouží jako římskokatolická kaple. Do 1. poloviny 20. století patřil do katastru obce Nebušice.

## Historie

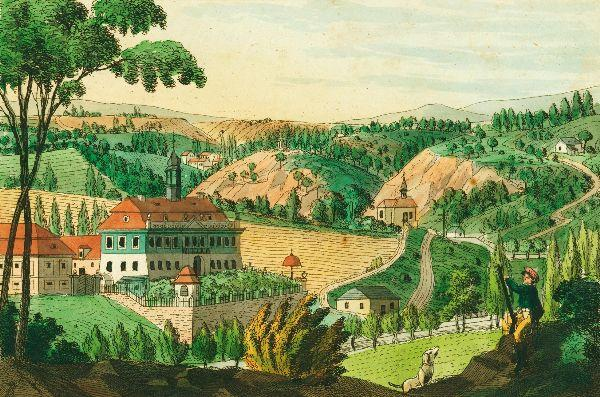
Zámek Jenerálka, na pozadí je vidět kostelík sv. Jana. Akvarel z roku 1830.

Na místě byl nejdříve během velké morové epidemie v roce 1680 zřízen morový hřbitov, a to na území premonstrátů, jimž tehdy dvůr Jenerálka patřil. Na počátku 18. století byla zřízena kaple se sochou Jana Nepomuckého, svatořečeného až roku 1729. Po další morové epidemii v roce 1713 byl hřbitov rozšířen a na místě kaple postaven současný kostel.
Při původně filiálním kostele spadajícím pod strahovskou farnost u kostela sv. Rocha (resp. následně u kostela Nanebevzetí Panny Marie) byla 21. října 1785 (podle jiných pramenů už v roce 1783) zřízena lokálie, povýšená v roce 1857 na samostatnou farnost. V roce 1886 byla zdejší farnost rozdělena a přenesena k nově postavenému kostelu sv. Cyrila a Metoděje v Nebušicích a do Střešovic. 
Po druhé světové válce přestaly být v kostele slouženy bohoslužby. Kostel byl obnoven teprve koncem 80. let 20. století, v současné době slouží jako kaple.

## Popis
Stojí na nízkém skalnatém kopečku nedaleko silnice z Prahy do Horoměřic a má čtvercovou loď s trojboce uzavřeným kněžištěm. Sakristie na severu byla přistavěna roku 1822. Vnitřní výbava je různorodě poskládána ze zejména 18. a 19. století, včetně soch sv. Norberta a sv. Václava od Františka Platzera. Kostel byl již v 19. století opakovaně vykraden, kdy přišel o vzácnou liturgickou výbavu a dvakrát o zvon.  
Pod kostelem se nacházel hřbitov, který původně sloužil jako morový a později na něm byli pohřbíváni farníci z Nebušic a Střešovic; hřbitov zanikl koncem 19. století. Některé rodinné náhrobky z něj byly kolem roku 1900 přeneseny na nově založený Střešovický hřbitov. 